# Податки це грабунок
Позиція, що оподаткування це грабунок, і тому є аморальним, притаманна деяким напрямкам політичної філософії . Прихильники даної позиції вважають, що дії держави із оподаткування є порушенням принципу ненападу.

## Як багато людей
"Як багато людей" це уявний експеримент, що використовується для демонстрації ідеї що оподаткування є грабунком.У даному експерименті задається серія питань, що ранжуються від злочинних дій до рішення більшості. У одній із версій задаються наступні питання: "Чи є злочином якщо одна людина вкраде автомобіль?", "Якщо банда із 5 людей вкраде автомобіль", "Якщо банда із 10 людей проведе голосування, чи викрадати авто, причому дозволяючи жертві також голосувати, перед викраденням", "А якщо сотня людей викраде автомобіль і дасть жертві велосипед?" або "Якщо дві сотні людей не просто нададуть велосипед жертві, але і придбають велосипеди для малозабезпечених - чи буде це злочином?".
Даний експеримент робить виклик індивідууму щодо персонального визначення, коли злочинне заволодіння майном стає правом більшості у окремій групі .

## Поширення в Україні
Згідно з даними опитування КМІС на замовлення просвітницького проекту "Ціна держави", у квітні 2020 року 20,2% українців поділяли думку, що "податки — це грабунок".